# Entephria ascripta
Entephria ascripta är en fjärilsart som beskrevs av Aubert 1959. Entephria ascripta ingår i släktet Entephria och familjen mätare. Inga underarter finns listade i Catalogue of Life.